# Ca n'Antoja
Ca n'Antoja és un edifici del municipi de l'Ametlla del Vallès (Vallès Oriental) protegit com a bé cultural d'interès local.

## Descripció
És una masia de tipus basilical amb la façana orientada a migdia. Està composta de planta baixa, pis i golfes, amb coberta a quatre vessants amb imbricacions al carener de la façana. A la part E té afegit un cos en pendent per a corts. La façana és plana amb portal adovellat d'arc de mig punt. Les obertures són de pedra. Una de les finestres mostra la inscripció: "1608 J.H.S." A l'altra finestra hi ha també una data, 1610, amb el nom del propietari PERE VIVER. La reixa del balcó té als extrems barres en reganyol i decoració senzilla. A l'altura del primer pis, a la façana, es pot veure encara l'emprempta d'un antic rellotge de sol.

## Història
El Mas Antoja és un dels més antics de l'Ametlla. L'arxiu del Viver-Antoja ens proporciona una gran informació de la història del Mas. Era un mas de mitjana categoria, donat que el trobem classificat (segons la talla de 1656) en un quart grup juntament amb els encara conservats Mas Coromines, Mas Dorca i Mas Viver de l'Ametlla. Segons un document del 1869 l'antic mas estava situat al lloc que avui s'anomena carrer de Can Giralt. Diu també que es compon de "quatre solars amb planta baixa, primer pis i golfes a més d'algunes dependències pròpies d'una casa de pagès".
A mitjan segle xvii l'amo de Can Viver de Sant Mateu de Montbui casà la seva filla Antiga Viver amb l'hereu del Mas Antoja de l'Ametlla, matrimoni que uneix les dues famílies. El patrimoni comú el va heretar el fill hereu Jaume Antoja Viver.